# Tachyphyle hamata
Tachyphyle hamata är en fjärilsart som beskrevs av William Schaus 1912. Tachyphyle hamata ingår i släktet Tachyphyle och familjen mätare. Inga underarter finns listade i Catalogue of Life.